# Faustino Arévalo
Faustino Arévalo SJ (* 23. Juli 1747 in Campanario; † 7. Januar 1824 in Madrid) war ein spanischer Hymnograph und Patrologe.

## Leben
Er trat 1761 in die Gesellschaft Jesu ein, wurde jedoch anlässlich der Deportation der Jesuiten aus Spanien (1767) nach Italien deportiert. Dort gewann er die Wertschätzung und das Vertrauen von Kardinal Lorenzana, der sich als Patron des jungen spanischen Jesuiten erwies, die Kosten seiner akademischen Arbeit trug und ihn zu seinem Testamentsvollstrecker machte.
Arévalo hatte in Rom verschiedene Vertrauensämter inne, darunter das des päpstlichen Hymnographen. Er wurde 1809 als Nachfolger von Alfonso Muzzarelli zum Theologen der Paenitentiaria Apostolica ernannt. 1815 kehrte er nach Spanien zurück, zurückgerufen von König Ferdinand, trat in die restaurierte Gesellschaft ein und wurde Provinzial von Kastilien.

## Schriften (Auswahl)
- Hymnodia Hispanica. Rom 1786.
- Dracontii Carmina. Rom 1791.
- Juvenci Historiae Evangelicae Libri IV. Rom 1794.
- Missale Gothicum. Rom 1804.
- Caelii Sedulii Opera Omnia. Rom 1813.